# Nikolaus von Falkenhorst
Nikolaus von Falkenhorst (tên lúc sinh là Nikolaus von Jastrzembski; 17 tháng 1 năm 1885 – 18 tháng 6 năm 1968) là một vị tướng Đức trong thế chiến II. Ông đã lên kế hoạch và chỉ huy quân Đức xâm chiếm Đan Mạch và Na Uy năm 1940, và là chỉ huy quân Đức trong thời kỳ chiếm đóng Na Uy từ năm 1940 đến năm 1944.
Falkenhorst sinh ra ở Breslau trong một gia đình dòng dõi Silesia cổ và quý tộc, Jastrzembski của Bad Königsdorff-Jastrzemb ở Thượng Silesia; ông tự nguyện thay tên họ thành Kulturkampf.